# Nomada heterosticta
Nomada heterosticta là một loài Hymenoptera trong họ Apidae. Loài này được Cockerell mô tả khoa học năm 1921.